# Таласа
Таласа је једно од примордијалних божанстава грчке митологије, кћерка Етера и Хемере. Таласа је богиња и персонификација Средоземног мора.
Таласа је са својим мужем Понтом родила рибе и Телхине. По неким митовима она је била Афродитина мајка; оплодиле су је Уранове гениталије које је Хрон бацио у море када га је кастрирао.
Као и остала примордијална божанства, Таласа је била једва персонификована, њено тијело је била морска вода. У Езоповим баснама, приказана је као жена од воде, која се издиже из свог природног елемента. У мозаицима римског периода, Таласа је приказивана као жена пола зароњена у води, са роговима у облику клијешта рака, умјесто одјеће прекривена је алгама, како држи весло брода.